# Ammatophora nodulosa
Ammatophora nodulosa är en mossdjursart som först beskrevs av Walter Douglas Hincks 1877.  Ammatophora nodulosa ingår i släktet Ammatophora och familjen Calloporidae. Inga underarter finns listade i Catalogue of Life.